# Schwimmwanzen
Schwimmwanzen (Naucoridae) sind eine Familie der Wanzen (Heteroptera) innerhalb der Teilordnung der Wasserwanzen (Nepomorpha). Sie kommen weltweit mit über 300 Arten vor, ihr Hauptverbreitungsgebiet sind die Tropen. Die Schwimmwanzen sind sehr nahe mit den Grundwanzen (Aphelocheiridae) verwandt.

## Merkmale und Lebensweise
Die erwachsenen Wanzen sehen bei oberflächlicher Betrachtung Gelbrandkäfern-Arten sehr ähnlich. Schwimmwanzen haben sehr kurze, rundliche und abgeflachte Körper und sehr kurze, von oben nicht sichtbare Fühler und einen ebenso sehr kurzen, dreigliedrige Stechrüssel. Ihnen fehlen Punktaugen (Ocelli) und ihr Schildchen (Scutellum) ist ebenfalls sehr klein. Auf den Beinen tragen sie Schwimmhaare, auf den mittleren Beinen wachsen diese etwas weniger dicht. Mit diesen Schwimmbeinen können sie sich schnell und geschickt im Wasser fortbewegen. Die Vorderbeine der Tiere sind zu Fangbeinen mit verdickten Schenkeln (Femur) und hakenförmigen Schienen (Tibia) umgewandelt, womit sie ihre Beute fangen und festhalten können. Die Füße (Tarsen) sind mehr oder weniger reduziert. Ihre Halbdecken (Hemielytren) sind voll entwickelt. Schwimmwanzen haben anders als viele weitere Wasserwanzen kein Atemrohr am Hinterleibsende. Der Luftvorrat wird unter den Flügeldecken und an der Körperunterseite getragen.
Die Tiere leben in stehenden Gewässern und ernähren sich räuberisch von verschiedenen kleinen Wirbellosen. Ausgewachsene Schwimmwanzen fressen auch größere Beute, wie z. B. Amphibienlarven und kleine Fische. Der Stich mit dem Rüssel kann auch für den Menschen recht schmerzhaft sein. Zur Paarungszeit erzeugen die Männchen Stridulationslaute.

## Arten in Europa
In Europa sind nur zwei Arten bekannt: Ilyocoris cimicoides (Linnaeus, 1758) und Naucoris maculatus Fabricius, 1798, wovon nur erstere in Mitteleuropa vorkommt.